# Ucraina de Vest
     întotdeauna
     deseori
     câteodată

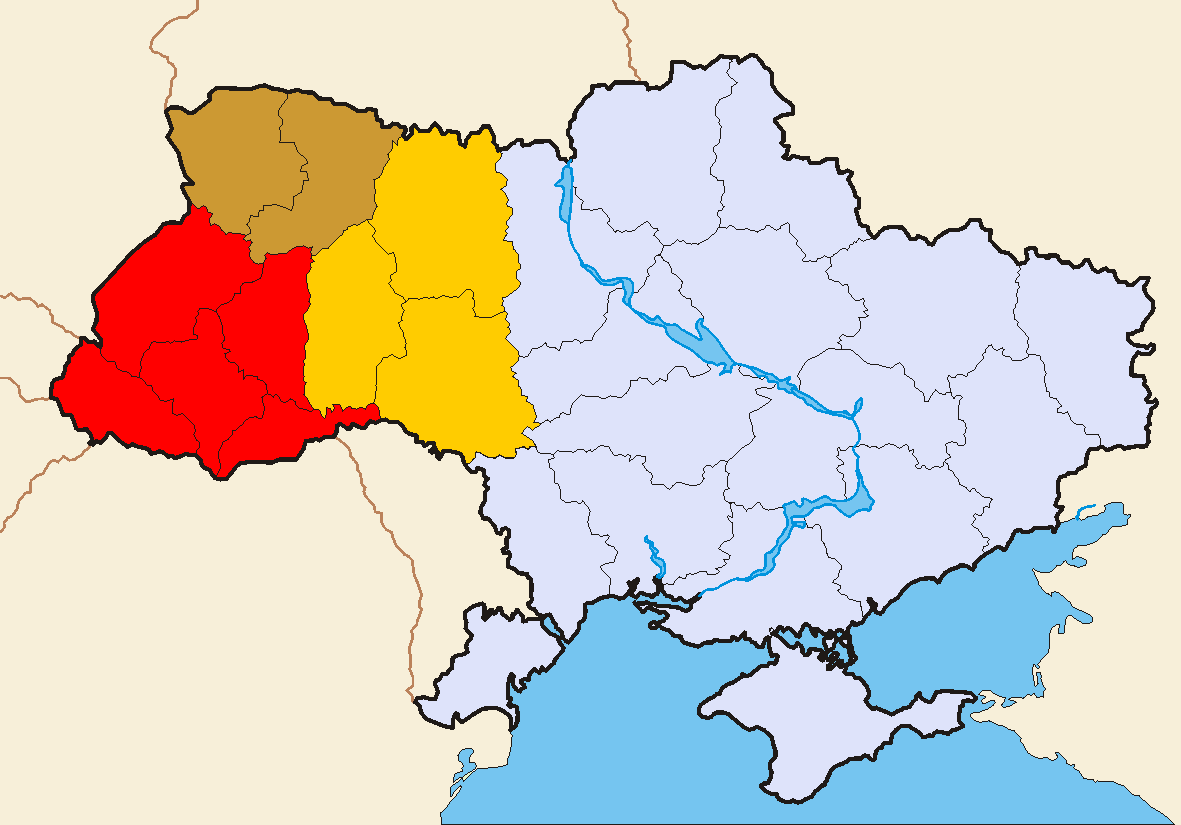
Regiunile care se clasifică ca Ucraina de Vest:
întotdeauna
deseori
câteodată

Ucraina de Vest (în ucraineană: Західна Україна; Zahidna Ukraina) este o regiune geografică și istorică, care include teritoriile vestice ale Ucrainei. Orașe principale sunt Hmelnîțkîi, Cernăuți, Halîci, Ivano-Frankivsk, Hotin, Luțk, Liov, Rivne, Ternopil, Ujhorod și altele.
Ucraina de Vest nu este o subdiviziune administrativă a Ucrainei. Aceasta este definită în principal în contextul istoriei referitoare la războaiele din secolul al XX-lea și perioada ulterioară de anexiuni teritoriale. Actualele frontiere ale regiunilor componente sunt aproape perfect aliniate cu diviziunile administrative ale celei de-a doua republici poloneze din 1939, înainte de a fi invadată de către Uniunea Sovietică. La debutul celui de-al doilea război mondial regiunea a fost încorporată în RSS Ucraineană, în urma petrecerii unor alegeri simulate care au „fundamentat” trecerea teritoriului de la Polonia la Uniunea Sovietică în data de 22 octombrie 1939. Contextul său istoric a făcut Ucraina de Vest distinctă de restul țării, și contribuie la caracterul său eterogen de azi.

## Diviziuni administrative și istorice
| Regiune                  | Suprafață (km2) | Recensământul din 2001 | Populație estimată (2012) | Suprapunerea actualelor regiuni asupra teritoriilor R. Poloneze și altor state | Recensământul polonez (din 1931; mii) |
| ------------------------ | --------------- | ---------------------- | ------------------------- | ------------------------------------------------------------------------------ | ------------------------------------- |
| regiunea Cernăuți        | 8,097           | 922,817                | 905,264                   | Regatul României                                                               |                                       |
| regiunea Ivano-Frankivsk | 13,927          | 1,409,760              | 1,380,128                 | Stanisławów                                                                    | 1,480.3                               |
| regiunea Hmelnîțkîi      | 20,629          | 1,430,775              | 1,320,171                 | la URSS prin Tratatul de la Riga (1921)                                        |                                       |
| regiunea Liov            | 21,831          | 2,626,543              | 2,540,938                 | Lwów (nord/est)                                                                | (tot.) 3,126.3                        |
| regiunea Rivne           | 20,051          | 1,173,304              | 1,154,256                 | județele Równe/Kostopol/Sarny                                                  | 593.7                                 |
| regiunea Ternopil        | 13,824          | 1,142,416              | 1,080,431                 | Tarnopol                                                                       | 1,533.5                               |
| regiunea Transcarpatia   | 12,753          | 1,258,264              | 1,250,759                 | Rutenia subcarpatică                                                           |                                       |
| regiunea Volîn           | 20,144          | 1,060,694              | 1,038,598                 | Wołyń (jumătatea vestică)                                                      | (tot.) 2,085.6                        |
| Total                    | 131,256         | 10,101,756             | 9,765,281                 |                                                                                |                                       |

## Demografie

### Structura etnică
Structura etnică a egiunilor vestice ale Ucrainei, conform recensământului din 2001:
|                 | Ucraineni | Ruși    | Români și Moldoveni | Unguri  | Polonezi | Belaruși | Țigani | Slovaci | Germani | Evrei | Armeni | alții  | necunoscută |
| Total           | 8 803 330 | 255 819 | 217 264             | 152 328 | 31 372   | 25 940   | 15 427 | 5 928   | 5 472   | 5 416 | 3 085  | 15 959 | 15 546      |
| Liov            | 2 471 033 | 92 565  | 929                 | 384     | 18 948   | 5 437    | 769    | 66      | 648     | 2 212 | 1 139  | 4 493  | 7 333       |
| Ivano-Frankivsk | 1 371 242 | 24 925  | 675                 | 124     | 1 864    | 1 468    | 207    | 19      | 221     | 361   | 282    | 1 605  | 3 136       |
| Transcarpatia   | 1 010 127 | 30 993  | 32 668              | 151 516 | 518      | 1540     | 14 004 | 5 695   | 3 582   | 565   | 490    | 2 630  | 286         |
| Rivne           | 1 123 401 | 30 129  | 430                 | 68      | 2 031    | 11 827   | 192    | 81      | 252     | 455   | 314    | 2 059  | 206         |
| Ternopil        | 1 113 516 | 14 194  | 449                 | 85      | 3 856    | 968      | 55     | 11      | 139     | 167   | 259    | 1 336  | 3 465       |
| Volîn           | 1 024 955 | 25 132  | 333                 | 71      | 788      | 3 217    | 103    | 47      | 235     | 213   | 322    | 1 798  | 0           |
| Cernăți         | 689 056   | 37 881  | 181 780             | 80      | 3 367    | 1 483    | 97     | 9       | 395     | 1 443 | 279    | 2 038  | 1 120       |

|                 | Ucraineni | Ruși | Români și Moldoveni | Unguri | Polonezi | Belaruși | Țigani | Slovaci | Germani | Evrei | alții | necunoscută |
| Total           | 92,2%     | 2,7% | 2,2%                | 1,6%   | 0,3%     | 0,3%     | 0,2%   | 0,1%    | 0,1%    | 0,1%  | 0,2%  | 0,2%        |
| Liov            | 94,8%     | 3,6% |                     |        | 0,7%     | 0,2%     |        |         |         | 0,1%  | 0,2%  | 0,3%        |
| Ivano-Frankivsk | 97,5%     | 1,8% |                     |        | 0,1%     | 0,1%     |        |         |         |       | 0,1%  | 0,2%        |
| Transcarpatia   | 80,5%     | 2,5% | 2,6%                | 12,1%  |          | 0,1%     | 1,1%   | 0,5%    | 0,3%    |       | 0,2%  | 0,0%        |
| Rivne           | 95,9%     | 2,6% |                     |        | 0,2%     | 1,0%     |        |         |         |       | 0,2%  | 0,0%        |
| Ternopil        | 97,8%     | 1,2% |                     |        | 0,3%     | 0,1%     |        |         |         |       | 0,1%  | 0,3%        |
| Volîn           | 96,9%     | 2,4% |                     |        | 0,1%     | 0,3%     |        |         |         |       | 0,2%  | 0,0%        |
| Cernăuți        | 75,0%     | 4,1% | 18,7%               |        | 0,4%     | 0,2%     |        |         |         | 0,2%  | 0,3%  | 0,1%        |

### Structura lingivistică
Structura lingvistică a regiunilor menționate:
|                 | Ucraineană | Rusă | Română | Maghiară | Poloneză |
| Liov            | 95,3%      | 3,8% |        |          | 0,4%     |
| Ivano-Frankivsk | 97,8%      | 1,8% |        |          |          |
| Transcarpataia  | 81,0%      | 2,9% | 2,6%   | 12,7%    |          |
| Rivne           | 97,0%      | 2,7% |        |          |          |
| Ternopil        | 98,3%      | 1,2% |        |          |          |
| Volîn           | 97,3%      | 2,5% |        |          |          |
| Cernăuți        | 75,6%      | 5,3% | 18,7%  |          | 0,2%     |